# Marcus Reno
Marcus Reno (15. listopadu 1834 Carrollton, Illinois – 30. března 1889 Washington, D.C.) byl americký důstojník americké armády.

## Život
Roku 1876 se zúčastnil se sedmou kavalerií pod vedením podplukovníka Georga Armstronga Custera tažení proti Siouxům. Dne 25. června odpoledne překročil se svými třemi kompaniemi (90 muži) řeku Little Bighorn, aby napadl bližší cíp velké indiánské vesnice táhnoucí se 3 míle podél břehu a vnesl tak mezi obyvatele zmatek. Custer pokračoval s pěti kompaniemi po stráni nad řekou a o několik desítek minut později napadl střed osady. Indiáni však rychle přešli do protiútoku a brzy donutili vojáky stáhnout se do defenzívy. V bitvě u Little Bighornu si Marcus Reno vybral křovinatý terén, který byl dobře ubranitelný. Vytvořil dobrou obrannou linii, kterou se povedlo Siouxe odrazit. Přesto byl donucen desetinásobnou přesilou nepřítele stáhnout se na nedaleký kopec. Při tomto boji ztratil třetinu mužů. Indiáni na čas přerušili útoky na jednotky Marcuse Rena a přemístili se na bojiště Georga Custera. Renovi vojáci posíleni po chvíli třemi kompaniemi kapitána Fredericka Benteena a později i zásobovací kolonou, opustili pahorek a vydali se Custerovi na pomoc. Po necelé hodině se však byli nuceni vrátit. Boj s Custerovým oddílem skončil a indiáni obrátili svou pozornost zpět k Marcusovi Renovi, jehož vojáci vybudovali na pahorku (který je dnes označován jako Reno Hill) silné obranné postavení, čímž dokázali další indiánské útoky odrazit. Přesto se Marcus Reno neodvažoval opustit své pozice, jelikož na rovinatém terénu by ho pravděpodobně potkal Custerův osud. Za tento boj dostal později medaili cti. Po dvou dnech dorazil na místo bitvy generál Terry s hlavním vojem a sedmá kavalerie tak byla zachráněna před úplným zničením. Indiáni mezitím bojiště opustili, docházelo jim totiž střelivo a bojovat s dalšími vojáky by pro ně bylo příliš riskantní. Renovi a Benteenovi různí historikové vyčítali, že kdyby jeli Custerovi dostatečně rychle na pomoc, možná by zabránili zničení jeho oddílu.